# Acciaio effervescente
L'acciaio effervescente (in inglese rimmed steel o rimming steel) è un tipo di acciaio a tenore di carbonio minore dello 0,25% e a tenore di manganese minore dello 0,60% avente un grado di disossidazione nullo o molto limitato per cui, durante la solidificazione in lingotteria, si ha lo sviluppo di ossido di carbonio con conseguente effervescenza.

## Generalità
A seconda del grado di disossidazione subito, gli acciai si distinguono in due classi:
- acciai effervescenti
- acciai non effervescenti

### Tipologie
L'acciaio effervescente si suddivide in due categorie:
- acciaio ad effervescenza libera
- acciaio ad effervescenza bloccata.

#### Acciaio ad effervescenza libera
L'acciaio ad effervescenza libera o rimmed steel contiene all'atto della colata ossigeno disciolto in quantità sufficiente per provocare, durante la solidificazione, un cospicuo sviluppo di ossido di carbonio. Per effetto di questo viene favorita la formazione nel lingotto di uno strato esterno, di un certo spessore, di metallo puro e compatto e di una massa sottostante con soffiature diffuse perfettamente saldabili durante la successiva lavorazione plastica a caldo.
I lingotti di acciaio ad effervescenza libera non presentano cavità di ritiro.

#### Acciaio ad effervescenza bloccata
L'acciaio ad effervescenza bloccata o capped steel è un acciaio i cui lingotti hanno subito un trattamento chimico o meccanico mediante il quale l'effervescenza viene arrestata non appena si forma uno strato esterno solido, di sufficiente spessore, di metallo puro e compatto. Questo tipo di acciaio ha uno strato esterno più sottile, segregazioni meno accentuate e soffiature distribuite più omogeneamente nella massa del lingotto.

## Acciaio non effervescente
Si definisce acciaio non effervescente o not rimmed steel un acciaio che ha un certo grado di disossidazione per cui, durante la solidificazione in lingotteria si ha un limitato o nullo sviluppo di ossido di carbonio.

### Tipologie
L'acciaio non effervescente è classificato secondo due categorie secondo l'entità dello sviluppo di ossido di carbonio:
- acciaio semicalmato
- acciaio calmato

#### Acciaio semicalmato o semi killed steel
È un acciaio non completamente disossidato, contenente pertanto ossigeno disciolto in quantità sufficiente a reagire con il carbonio durante la solidificazione in modo da compensare la formazione di cavità di ritiro nel lingotto, perciò non presenta cavità da ritiro.

#### Acciaio calmato o killed steel
È un acciaio la cui disossidazione è spinta ad un grado tale da evitare che durante la solidificazione si verifichino ulteriori reazioni decarburanti con conseguente effervescenza. I lingotti di acciaio calmato presentano cavità da ritiro.
Se nell'acciaio calmato vengono aggiunti elementi costituenti germi di solidificazione (alluminio, niobio, titanio, zirconio, ecc.) in quantità tale da assicurare una dimensione del grano austenitico di 5 o più nella scala UNI 643:2006 (UNI 3245-72 è stata ritirata), si hanno gli acciai calmati a grana fine o killed finegrained steel.

## Elementi impiegati per il calmaggio dell'acciaio
L'alluminio, il silicio ed il manganese sono gli elementi disossidanti di più largo impiego per la disossidazione dell'acciaio.

Di solito l'alluminio è aggiunto sotto forma di alluminio nocelle o alluminio in filo, mentre il silicio ed il manganese sotto forma di ferroleghe.I prodotti di reazione ottenuti in seguito alla disossidazione del bagno d'acciaio liquido sono rispettivamente l'allumina, la silice e l'ossido di manganese:
2 Al + 3 O   →   Al2O3
Si + 2 O   →   SiO2
Mn + O   →   MnO
I prodotti della reazione di disossidazione si ripartiscono all'interno della scoria impiegata per il trattamento di affinazione in siviera acciaio e consentono la rimozione dell'ossigeno disciolto all'interno del bagno d'acciaio liquido. Si noti che questi tre elementi sono comunemente utilizzati, oltre che per la disossidazione, anche per portare in analisi la composizione chimica dell'acciaio e le quantità da aggiungere dipendono dalla tipologia dell'acciaio che si intende produrre.